# Чинкве-Терре
Чи́нкве-Те́рре (итал. Cinque Terre, лиг. Sinque Tere — «Пять земель», «Пятиземелье») — национальный парк Италии, включает рукотворные террасы и пять небольших поселений на побережье Генуэзского залива в провинции Специя административного региона Лигурия. Область находится на территории восточной части так называемой Ривьеры — Ривьера-ди-Леванте. Местные памятники относятся к периоду средневековья, однако возникновение некоторых поселений восходит к римскому времени. В 1997 году ЮНЕСКО включила культурный ландшафт парка Чинкве-Терре в список Всемирного наследия человечества.

## Географическое положение
Область Чинкве-Терре расположена в 5 км к западу от города Специя.
В состав Чинкве-Терре входят Монтероссо-аль-Маре (или просто Монтероссо), Вернацца, Корнилья, Манарола и Риомаджоре. Внутри поселений, кроме Монтероссо, запрещено автомобильное движение, а в Монтероссо оно крайне ограничено.

## История
Населённые пункты, входящие сейчас в состав области, возникли в XI веке.
В 1997 году Чинкве-Терре, вместе с городом Портовенере и ближайшими островами (Пальмария, Тино и Тинетто) стали объектом Всемирного наследия ЮНЕСКО. Быт жителей, несмотря на присутствия всех благ цивилизации, мало изменился. Чинкве-Терре весьма популярно среди туристов.
В Чинкве-Терре берега скалисты и обрывисты, пляжи каменные или галечные, за исключением песчаного пляжа в Монтероссо. В деревнях сохранились средневековые защитные сооружения от пиратов. Манаролу и Риомаджоре соединяет живописная Дорога любви (итал. Via dell’Amore).
Кухня жителей состоит в основном из морепродуктов, но на террасах выращиваются также виноград и оливы, производятся вина и ликёры.

## Галерея
- Монтероссо-аль-Маре
- Вернацца
- Корнилья
- Манарола
- Дорога любви
- Риомаджоре
- Узкая улица в Риомаджоре
- Обрывистый берег в Чинкве-Терре